# Lucia Anguissola

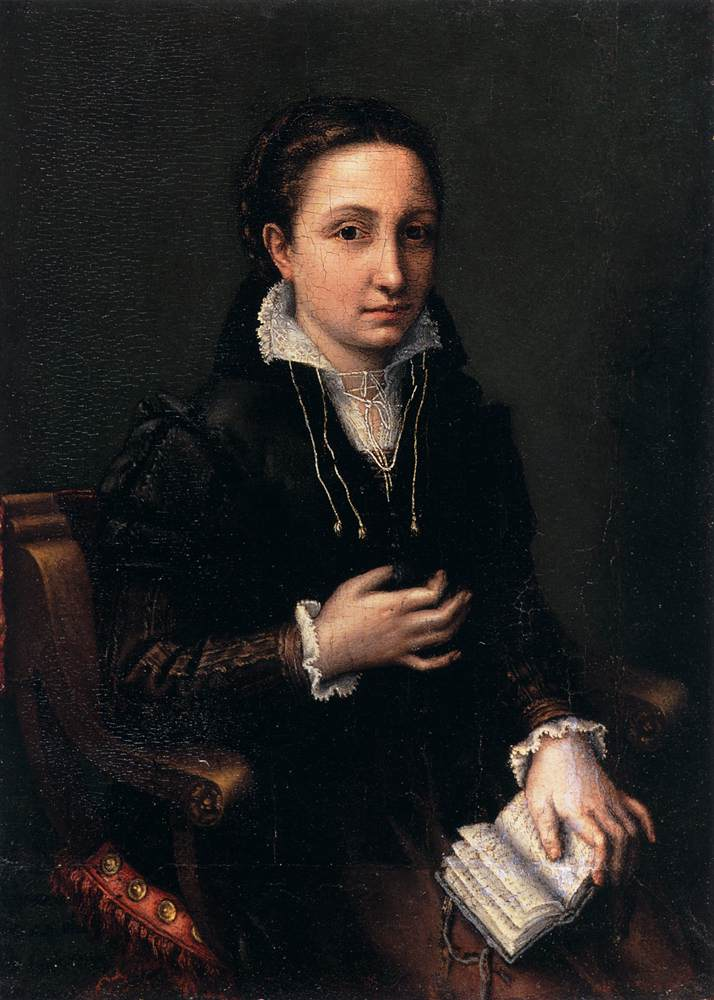
Lucia Anguissola, Auto-retrato, 1557. Castello Sforzesco, Milão.

Lucia Anguissola (1536 ou 1538 – c. 1565, antes de 1568) foi uma pintora italiana maneirista do final do Renascimento.
Anguissola nasceu em Cremona, Itália, Lucia Anguissola foi a terceira filha de sete filhos nascidos de Amilcare Anguissola e Bianca Ponzone. Seu pai Amilcare era membro da nobreza menor genovesa e encorajou suas cinco filhas a desenvolver habilidades artísticas ao lado de sua educação humanista, que incluía latim, canto e pintura. Lucia provavelmente treinou com sua famosa irmã mais velha Sofonisba Anguissola e seu trabalho, principalmente retratos, é similar em estilo e técnica. A semelhança é tanta que faz traz desconfianças de que algumas de suas obras sejam atribuídas de maneira errônea à irmã. A habilidade de Lucia foi vista pelas críticas contemporâneas como exemplar. De acordo com o biógrafo do século XVII, Filippo Baldinucci, Lucia teve o potencial de "tornar-se um artista melhor do que até Sofonisba" se não tivesse morrido tão jovem. As irmãs mais velhas haviam estudado com o pintor local Bernardino Campi, mas Elena deixou a pintura quando entrou para o convento.
Uma de suas pinturas existentes, Portrait of Pietro Maria , Doutor de Cremona, (início dos anos 1560)  foi louvada por Vasari , que a viu quando visitou a família após a morte dela. É um retrato sensível, em uma paleta restrita de cinzas e castanhos. Lucia coloca uma cobra na bengala do médico para aludir ao caduceu para mostrar que ele é um médico. A habilidade de Lucia é demonstrada em sua capacidade de ilustrar a personalidade da babá no rosto animado com uma sobrancelha armada e os ombros presos estão em diferentes níveis. O único trabalho assinado de Lúcia é um auto-retrato de meio-comprimento (c. 1557). Lucia também pintou uma Virgem e Criança e um Retrato de uma Mulher(início de 1560, Roma, Gal. Borghese) é pensado para ser um auto-retrato por ela ou Sofonisba, ou um retrato de Lucia por Sofonisba. Dois retratos, na Pinacoteca Tosio Martinengo em Brescia e no Museu Poldi Pezzoli em Milão, provavelmente de Minerva Anguissola, também podem ser de Lucia.
A primeira exposição de Lucia foi Sofonisba Anguissola e le sue sorelle (Sofonisba Anguissola e as suas irmãs), no Centro Culturale, em Cremona, na Itália.

## Leituras adicionais
- Perlingieri,Ilya Sandra, Sofonisba Anguissola,, Rizzoli International, 1992 ISBN 0-8478-1544-7
- Harris, Anne Sutherland e Linda Nochlin, Women Artists: 1550-1950, Los Angeles County Museum of Art, Knopf, New York, 1976